# India Sherret
India Sherret (ur. 29 maja 1996) – kanadyjska narciarka dowolna specjalizująca się w skicrossie, mistrzyni świata juniorów. Po raz pierwszy na arenie międzynarodowej pojawiła się 2 grudnia 2011 roku w Nakiska, gdzie w zawodach FIS Race zajęła szóste miejsce w skicrossie. W 2012 roku wystąpiła na igrzyskach olimpijskich młodzieży w Innsbrucku, zajmując czwarte miejsce. Podczas rozgrywanych trzy lata później mistrzostw świata juniorów w Valmalenco zdobyła złoty medal. W Pucharze Świata zadebiutowała 4 lutego 2017 roku w Feldbergu, zajmując 16. pozycję. Tym samym już w swoim debiucie wywalczyła pierwsze pucharowe punkty. Na podium zawodów tego cyklu po raz pierwszy znalazła się 13 stycznia 2018 roku w Idre, kończąc rywalizację w skicrossie na trzeciej pozycji. W zawodach tych wyprzedziły ją jedynie Sandra Näslund ze Szwecji i Francuzka Marielle Berger-Sabbatel. W 2017 roku wystąpiła na mistrzostwach świata w Sierra Nevada, gdzie zajęła 11. miejsce. Rok później podczas igrzysk olimpijskich w Pjongczangu była 18.

## Osiągnięcia
| Miejsce | Dzień     | Rok  | Miejscowość | Konkurencja | Zwyciężczyni |
| ------- | --------- | ---- | ----------- | ----------- | ------------ |
| 18.     | 23 lutego | 2018 | Pjongczang  | Skicross    | Kelsey Serwa |

### Mistrzostwa świata
| Miejsce | Dzień    | Rok  | Miejscowość   | Konkurencja | Zwyciężczyni   |
| ------- | -------- | ---- | ------------- | ----------- | -------------- |
| 11.     | 18 marca | 2017 | Sierra Nevada | Skicross    | Sandra Näslund |
| 8.      | 21 marca | 2025 | Engadyna      | Skicross    | Fanny Smith    |

### Puchar Świata

#### Miejsca w klasyfikacji generalnej
- sezon 2016/2017: 160.
- sezon 2017/2018: 74.
- sezon 2018/2019: 38.
- sezon 2019/2020: 43.

Od sezon 2020/2021 klasyfikacja skicrossu zastąpiła klasyfikację generalną.
- sezon 2021/2022: 24.
- sezon 2022/2023: 14.
- sezon 2023/2024: 6.
- sezon 2024/2025: 3.

#### Miejsca na podium w zawodach
1. Idre – 13 stycznia 2018 (skicross) – 3. miejsce
2. Val Thorens – 6 grudnia 2019 (skicross) – 3. miejsce
3. Alleghe – 2 lutego 2024 (skicross) – 1. miejsce
4. Veysonnaz – 16 marca 2024 (skicross) – 3. miejsce
5. Idre – 22 marca 2024 (skicross) – 2. miejsce
6. Val Thorens – 13 grudnia 2024 (skicross) – 1. miejsce
7. Arosa – 17 grudnia 2024 (skicross) – 2. miejsce
8. Reiteralm – 16 stycznia 2025 (skicross) – 3. miejsce
9. Reiteralm – 17 stycznia 2025 (skicross) – 1. miejsce
10. Veysonnaz – 1 lutego 2025 (skicross) – 3. miejsce
11. Gudauri – 28 lutego 2025 (skicross) – 3. miejsce